# Adriana Caselotti
Adriana Elena Loreta Caselotti (Bridgeport, 6 maggio 1916 – Los Angeles, 18 gennaio 1997) è stata un'attrice e doppiatrice statunitense.
Conosciuta soprattutto per aver dato la voce a Biancaneve in Biancaneve e i sette nani, per la quale è stata nominata Disney Legend nel 1994.

## Biografia
Adriana nacque a Bridgeport nel 1916 da una famiglia di artisti: suo padre, Guido Luigi Emanuele Caselotti (1884-1978), immigrato da Udine, fu insegnante di musica a New York e organista per la Chiesa del Santo Rosario a Bridgeport; sua madre, Maria Josephine Orefice (1893-1961), originaria di Casavatore, cantava al Teatro dell'Opera di Roma; sua sorella, Maria Louise (1910-1999) fu una nota cantante di opere e insegnante di canto di Maria Callas.
All'età di 18 anni, fu scelta per interpretare Biancaneve nel film d'animazione Biancaneve e i sette nani. La pellicola uscì negli USA nel 1937, quando Adriana aveva 21 anni, ma ella per il doppiaggio ricevette 970 dollari (20 al giorno) e non venne neanche accreditata. Il film arrivò in Italia nel 1938 (1ª ed.) e nel 1972 (2ª ed.).
Adriana fu attiva come attrice nel cinema senza mai ricevere ruoli principali. Nel corso degli anni continuò a doppiare Biancaneve in diverse occasioni, l'ultima delle quali nel 1992 a 75 anni.
Morì nel 1997 all'età di 80 anni a causa di un cancro ai polmoni; il corpo venne in seguito cremato.

## Vita privata
Si sposò quattro volte, senza però avere figli: prima con l'intermediario di biglietti di teatro locale Robert Chard; poi con l'attore Norval Mitchell dal 1952 al 1972 (anno in cui egli la lasciò vedova); nello stesso anno si risposò con il dottor Joseph Dana Costigan, deceduto nel 1982; nel 1989 si unì in matrimonio con Florian St. Pierre, da cui divorziò in seguito.

## Filmografia

### Attrice
- Terra senza donne (Naughty Marietta), regia di Robert Z. Leonard e W. S. Van Dyke (1935)
- La sposa vestiva di rosa (The Bride Wore Red), regia di Dorothy Arzner (1937)
- Maschere di lusso (We Were Dancing), regia di Robert Z. Leonard (1942)
- La vita è meravigliosa (It's a Wonderful Life), regia di Frank Capra (1946)

### Doppiatrice
- L'uomo meccanico, con Paperino (Modern Inventions), regia di Jack King (1937)
- Paperino e lo struzzo (Donald's Ostrich), regia di Jack King (1937)
- Biancaneve e i sette nani (Snow White and the Seven Dwarfs), regia di David Hand (1937)
- Il mago di Oz (The Wizard of Oz), regia di Victor Fleming (1939)
- Una giornata sbagliata (Donald's Off Day), regia di Jack Hannah (1944)
- One Hour in Wonderland – speciale TV (1950)

## Doppiatrici italiane
- Rosetta Calavetta in Biancaneve e i sette nani (dialoghi, primo doppiaggio)
- Lina Pagliughi in Biancaneve e i sette nani (canto, primo doppiaggio)
- Melina Martello in Biancaneve e i sette nani (dialoghi, ridoppiaggio)
- Gianna Spagnulo in Biancaneve e i sette nani (canto, ridoppiaggio)

## Onorificenza
- Disney Legend (1994).